# Втрати 44-ї окремої артилерійської бригади
У статті описано деталі загибелі бійців 44-ї окремої артилерійської бригади.

## 2015
- 9 січня 2015 — солдат Гриценко Роман — в районі міста Щастя під Луганськом.
- У ніч на 11 січня 2015 — молодший сержант Андрій Петрушенко
- 16 січня 2015-го — Олександр Босий, Віталій Каракула, Микола Штанський, Сергій Слобоженко — c. Одрадівка (Артемівський район).
- 28 січня 2015 - зник безвісти під Вуглегірськом сержант Микола Качкалда, вважається загиблим.
- 29 січня 2015 - Барановський Василь Володимирович — старший лейтенант, Вуглегірськ
- 31 січня 2015 — старші солдати Павло Антоненко і Василь Воропай — у районі смт Гродівка (Донецька область).
- 11 лютого 2015 — солдат Микола Мельник — у районі Дзержинська поблизу міста Горлівка (Донецька область).
- 25 березня 2015 - раптово помер 31-річний військовослужбовець .[1] Причиною смерті став крововилив у підшлункову залозу, ймовірність зв'язку між алкогольним сп'янінням і причиною смерті встановлюють слідчі обласної міліції.[2]
- 6 листопада 2015 - старший солдат Соківка Володимир Михайлович[3]
- 14 листопада 2015 - старшина Клаус Олег Робертович
- 18 листопада 2015 — санітарний інструктор, старший солдат Вовк Алла Юліанівна — поблизу с. Гречишкине Новоайдарівського р-ну Луганської області.
- 8 грудня 2015 - Тарасенко Юрій Олександрович, Побєда Новоайдарського району[4]
- 23 грудня 2015 - солдат Крижанівський Олександр Іванович[5]

## 2016
- 19 березня 2016 - старший сержант Яцунда Ігор Ярославович[6]
- 23 липня 2016 - старший солдат Літвінов Віктор Іванович[7]
- 22 серпня 2016 - молодший лейтенант Дереш Олександр Васильович
- 2 вересня 2016 - солдат Шевченко (Манько) Микола Романович[8]
- 17 жовтня 2016 - старший прапорщик Карімов Віннер Анварович. Помер в госпіталі[9].

## 2017
- 29 березня 2017 - солдат Єгоренко Володимир Володимирович, бої на Світлодарській дузі
- 4 квітня 2017 - начальник медичного пункту капітан Богдан Володимирович Ризанич, біля Лисичанська[10].
- 22 травня 2017 - солдат Ішутін Богдан Євгенович, смт Новоайдар[11]
- 20 жовтня 2017 - Кукіль Віталій[12]

## 2018
- 5 березня 2018 - Буртак Володимир Миколайович[13]
- 15 березня 2018 - лейтенант Свінціцький Максим Олександрович[14]
- 2 квітня 2018 - солдат Бібко Сергій Дмитрович[15]
- 6 грудня 2018 - солдат Василевський Віталій Анатолійович[16]

## 2022
- 17 жовтня 2022 -  молодший сержант Бойко Ярослав Ярославович. Загинув у населеному пункті Богданівка, Бахмутського р-ну Донецької області.
- 17 грудня 2022  - Кіняк Олександр, 58 років. Штаб-сержант, головний старшина 6-го батальйону охорони. Загинув у Запорізькій області[17].
- 27 грудня 2022 - Григорій Касянчук, 55 років. Солдат. 20 грудня 2022 року біля н.п.  Степногірськ в Запорізькій області потрапив під артилерійський ворожий обстріл. З важкими пораненнями був відправлений до військового шпиталю у місті Запоріжжі, де і помер[18].

## 2023
- 5 травня 2023  - Федин Ігор Петрович, 52 роки. Головний сержант, командир електротехнічного відділення. Помер у Тернополі через проблеми із серцем[19].
- 7 червня 2023 - ТВАРДОВСЬКИЙ ЮРІЙ МИХАЙЛОВИЧ (1992 р.н). старший солдат. Загинув на запорізькому напрямку, зазнавши поранень внаслідок артобстрілу,. [20].
- 15 червня 2023 -  ХОМКА (Куштинець) ОЛЕГ ВАСИЛЬВИЧ (1973р.н). Загинув в Донецькій області.[21].
- 5 серпня 2023 - Будіш Віктор, 1990 р.н. Старший сержант 10 артилерійської батареї 4 артилерійського дивізіону. Помер у Дніпропетровській обласній лікарні імені Мечникова. 2 липня під час виконання бойового завдання він отримав вогнепальне осколкове поранення поблизу населеного пункту Преображенка Пологівського району Запорізької області[22].
- 29 серпня 2023 -  Єгоров Давид Артемович, солдат. Загинув на Запорізькому напрямку, зазнавши вогнепальних осколкових поранень, несумісних з життям.[23]
- 29 серпня 2023 - Демченко Максим Васильович, 43 роки. Майор, заступник командира дивізіону артилерійської розвідки з озброєння. Загинув у Запорізькій області[24].

## 2024
- 21 січня 2024 — Олександр ПЕТРИК. Загинув на Запорізькому напрямку.[25]
- 12 серпня 2024 — молодший сержант Довгалюк Роман Анатолійович
- 23 серпня 2024 — Коваль Петро Богданович. 12 липня 1975, с. Надіїв Долинської громади. Помер у лікарні внаслідок поранення[26].
- 4 вересня 2024 — Погорілий Микола Ігорович. Загинув під час виконання бойового завдання внаслідок артилерійського обстрілу противника поблизу населеного пункту Погребки Суджанського району Курської області[27].
- 29 жовтня 2024 - Ірза Ігор Богданович, 28 років. Старший солдат, старший водій артилерійського взводу 4 артилерійського дивізіону. Загинув   під час виконання бойового завдання в районі населеного пункту Басівка Сумської області[28].

## 2025
- 10 травня 2025 - Василь Липей («Князь»), 25.06.1973. За особисту мужність був нагороджений численними відзнаками, зокрема почесним нагрудним знаком Головнокомандувача Збройних Сил України «Золотий хрест» та медаллю «За незламність духу».

## Вшанування
У серпні 2015 року, на пропозицію органів по роботі з особовим складом, військовослужбовці бригади звернулися з клопотанням до командування вшанувати сімох артилеристів бригади, які віддали своє життя за Україну та здійснили героїчні вчинки. Рішення про це прийняли одноголосно на загальних зборах особового складу. Сімох із них, а саме старшого сержанта Миколу Штанського, солдатів Олександра Босого, Сергія Слобоженка, і Віталія Каракулу, молодшого сержанта Андрія Молодику, сержанта Миколу Качкалду та старшого лейтенанта Василя Барановського, які загинули на сході країни протягом січня 2015 року, буде залишено навічно у списках тих підрозділів, де вони проходили службу.